# 末木剛博
末木 剛博（すえき たけひろ、1921年9月10日 - 2007年12月1日）は、日本の哲学者、論理学者、比較思想研究者。東京大学教養学部名誉教授。
戦後いち早く現代論理学（記号論理学）を研究した一人。東大の大学院では科学史・科学哲学と比較文化を教えた。中村元を助け比較思想学会の創立に関わり、同学会の理事を務めた。

## 経歴
1921年、山梨県甲府市生まれ。旧制甲府中学、第一高等学校を経て、1945年東京帝国大学哲学科卒業。卒業後は東京帝国大学副手、電気通信大学助教授を経て、1954年より東京大学教養学部助教授となった。後に同大学教授に昇進。在職中には東京大学陵禪会の顧問を務め、学生と共に参禅していた。この陵禪会の繋がりで、野矢茂樹は末木を師の一人として仰ぐ様になる。1982年に年退官し、名誉教授となった。その後も東洋大学文学部教授を務めた。

## 受賞・栄典
1997年春、勲三等旭日中綬章受勲。

## 研究内容・業績
ヴィトゲンシュタインの基礎的研究で知られる。論理学・分析哲学・比較思想を専攻、東洋の禅宗も視野に収め、退官後は大著『西田幾多郎』を刊行した。丈比呂の名で短歌も詠む。茶人でもあり、裏千家から宗博の茶名を貰っている。

## 家族・親族
- 息子：末木文美士は仏教学者。東京大学名誉教授。
- 息子：末木恭彦は駒澤大学教授の中国哲学者。

## 著書
- 『ウィトゲンシュタイン』有斐閣 1959
- 『記号論理学 その成立史の研究』東京大学出版会 1962
- 『論理学概論』東京大学出版会 1969
- 『東洋の合理思想』講談社現代新書 1970（増補新版　法蔵館 2001/法藏館文庫 2021)
- 『ウィトゲンシュタイン論理哲学論考の研究』1－2 公論社 1976-1977
- 『西田幾多郎 その哲学体系』全4巻 春秋社 1983-1988
- 末木丈比呂『飲露亭口占集』（日本全国歌人新書）近代文芸社 2003　（歌集）
- 『日本思想考究　論理と構造』春秋社 2015

## 参考
- 「末木剛博教授略歴・業績」白山哲学 1992-03